# Step Up (EP)
Step up (en español: «Avanza») es el segundo EP del grupo surcoreano Miss A, el sucesor de Bad But Good.
El álbum fue lanzado el 27 de septiembre de 2010 y contiene cuatro canciones. "Breathe" fue el sencillo del disco, siendo muy exitoso en Corea (donde llegó al número 1) y El Salvador (donde llegó al número 1 en el año 2011).
El miniálbum tuvo una puntuación de 7.5 por parte del sitio MNET, mientras que el sitio Mellon music lo calificara con 3.6 de 5 estrellas.

## Conceptos de canciones
Breathe
Es el sencillo del disco y uno de los más exitosos de Miss A, llegó al número 1 en 2 países. La canción habla de cuando una linda chica se enamora por primera vez.
Step Up
Es la primera canción del disco. Tiene fuertes influencias del K-pop y es habla de que con Miss A nunca te aburrirás ni te detendrás y que ellas no te decepcionarán nunca.
«Are You Dazed»
Es la tercera canción del disco; que inicia con poderosos tonos de piano y habla sobre un rompimiento, de una chica que era feliz con su novio y que ella dejó ir y no cree que el ahora le de la espalda y la ignore recordando los bellos momentos juntos y pidiendo que regresen otra vez.
"Let the Music Play Dj"
Es la cuarta y última canción del disco. Una canción dance pop y con influencias de K-pop y electropop que habla de unas chicas que le piden al Dj que le suba el voluman a la música para seguir bailando.

## Lista de canciones
| Lista de canciones |                                                   |          |  |
| N.º                | Título                                            | Duración |  |
| 1.                 | «Step Up»                                         | 2:47     |  |
| 2.                 | «Breathe»                                         | 3:34     |  |
| 3.                 | «Blankly» ((멍하니))                              | 4:45     |  |
| 4.                 | «Let the Music Play Dj» ((그 음악을 틀어줘요 DJ)) | 3:17     |  |
| 14:45              |                                                   |          |  |

## Rankings

### Semanales
| Chart | Peak position |
| ----- | ------------- |
| Gaon  | 6             |

### Mensuales
| Chart                    | Peak position |
| ------------------------ | ------------- |
| Gaon Monthly album chart | 10            |